# Национална гарда Украјине
Национална гарда Украјине (укр. Націона́льна гва́рдія Украї́ни, НГУ) јесте украјинска војна формација за спровођење закона. Део је Министарства унутрашњих послова.
Првобитно је основана као формација под директном контролом Врховне Раде 4. новембра 1991. године након стицања независности. Касније је распуштена и спојена са Унутрашњим трупама Украјине 11. јануара 2000. године од стране тадашњег председника Леонида Кучме. Након украјинске револуције 13. марта 2014. године, усред руске интервенције, Национална гарда је поново успостављена, а унутрашње трупе су распуштене.
Циљ Националне гарде је да служи као војна јединица са овлашћењима за спровођење закона. Њена мисија је обезбеђивање државне безбедности, заштита државних граница (подржавање Државне граничне службе), учешће у активностима на неутрализацији паравојних оружаних група, терористичких организација, организованих група и криминалних организација, као и заштита и чување инфраструктуре као што су нуклеарне електране. Током мира Национална гарда се фокусира на цивилно спровођење закона: борбу против организованог криминала и контролу грађанских немира. Међутим, током ратног стања Национална гарда може да се мобилише као редовна војна снага и да учествује у борбеним операцијама заједно са Оружаним снагама Украјине, што је учињено током рата у Донбасу и инвазије Русије на Украјину 2022. године.
Контроверзни неонацистички пук Азов је део Националне гарде.